# Ляич, Адем
А́дем Ля́ич (серб. Адем Љајић; род. 29 сентября 1991, Нови-Пазар, Югославия) — сербский футболист, крайний полузащитник сербского клуба «Нови-Пазар» и сборной Сербии.

## Клубная карьера

### Партизан
Ляич начал свою карьеру в клубе из Нови-Пазара «Йошанице». В 2005 году он был замечен тренером молодёжного состава белградского «Партизана» Душаном Трбоевичем, которого впечатлили скоростные качества и дриблинг юного футболиста. В течение следующих трёх лет Ляич выступал за различные молодёжные и резервные команды клуба, а 29 июля 2008 года дебютировал в основном составе, выйдя на замену в матче квалификационного раунда Лиги чемпионов УЕФА против бакинского «Интера».
В том же году Ляич привлёк к себе внимание многих европейских клубов после того, как блестяще провёл за сборную Сербии несколько матчей в отборочном цикле молодёжного чемпионата Европы. В октябре 2008 года стало известно, что молодым талантом серьёзно интересуется «Манчестер Юнайтед».
2 января 2009 года было официально объявлено, что «Юнайтед» завершил подписание Ляича (а также ещё одного игрока «Партизана» — Зорана Тошича), однако из-за запрета ФИФА на международные трансферы несовершеннолетних футболистов Ляич остался в «Партизане» до января 2010 года.
3 декабря 2009 года было объявлено, что сделка по переходу Ляича отменяется, и игрок остается в «Партизане», поскольку, по мнению тренерского штаба «МЮ», воспитанники команды обладают большими перспективами роста, и Ляич больше не нужен клубу.

### Фиорентина
13 января 2010 года подписал пятилетний контракт с «Фиорентиной». В апреле 2012 года молодой футболист серьёзно повздорил с наставником «фиалок» Делио Росси, вследствие чего опытный специалист был отправлен в отставку. В свою очередь, балканский игрок заплатил серьёзный штраф и схлопотал дисквалификацию до конца сезона. Через месяц Адем снова попал на первые полосы газет, отказавшись исполнять национальный гимн Сербии во время одного из товарищеских матчей. Главный тренер балканского коллектива Синиша Михайлович был вынужден исключить футболиста из состава сборной.

### Рома
28 августа 2013 года подписал контракт с «Ромой» сроком до 30 июня 2017 года. 1 сентября 2013 года дебютировал за «Рому» в домашнем матче 2-го тура чемпионата Италии 2013/14 против «Эллас Вероны» (на 52-й минуте вышел на замену вместо Алессандро Флоренци и на 66-й минуте забил гол). 1 сентября 2015 Ляич перешёл в «Интер» на один сезон на правах аренды.

### Торино
18 июля 2016 года «Торино» выкупил Ляича у «Ромы», однако после смены главного тренера Синиши Михайловича на Вальтера Маццарри он перестал попадать в основу. Зимой 2018 года к игроку проявлял интерес «Спартак», но не смог договориться о трансфере.

### Бешикташ
31 августа 2018 года перешёл в турецкий клуб «Бешикташ» на правах аренды до конца сезона 2018/19. «Торино» получил за аренду игрока 1,2 млн евро, также соглашение предусматривает возможность выкупа контракта Ляича за 6,5 млн евро.

## Достижения
«Партизан»
- Чемпион Сербии: 2009
- Обладатель Кубка Сербии: 2009

«Бешикташ»
- Чемпион Турции: 2021

## Статистика выступлений
| Клуб             | Сезон            | Лига | Лига | Кубки | Кубки | Еврокубки | Еврокубки | Прочие | Прочие | Итого | Итого |
| Клуб             | Сезон            | Игры | Голы | Игры  | Голы  | Игры      | Голы      | Игры   | Голы   | Игры  | Голы  |
| ---------------- | ---------------- | ---- | ---- | ----- | ----- | --------- | --------- | ------ | ------ | ----- | ----- |
| Партизан         | 2008/09          | 24   | 5    | 5     | 1     | 4         | 0         | 0      | 0      | 33    | 6     |
| Партизан         | 2009/10          | 14   | 4    | 2     | 0     | 8         | 2         | 0      | 0      | 24    | 6     |
| Партизан         | Итого            | 38   | 9    | 7     | 1     | 12        | 2         | 0      | 0      | 57    | 12    |
| Фиорентина       | 2009/10          | 9    | 0    | 1     | 0     | 0         | 0         | 0      | 0      | 10    | 0     |
| Фиорентина       | 2010/11          | 26   | 3    | 2     | 0     | 0         | 0         | 0      | 0      | 28    | 3     |
| Фиорентина       | 2011/12          | 15   | 1    | 3     | 0     | 0         | 0         | 0      | 0      | 18    | 1     |
| Фиорентина       | 2012/13          | 28   | 11   | 3     | 1     | 0         | 0         | 0      | 0      | 31    | 12    |
| Фиорентина       | 2013/14          | 0    | 0    | 0     | 0     | 1         | 0         | 0      | 0      | 1     | 0     |
| Фиорентина       | Итого            | 78   | 15   | 9     | 1     | 1         | 0         | 0      | 0      | 88    | 16    |
| Рома             | 2013/14          | 17   | 5    | 2     | 0     | 0         | 0         | 0      | 0      | 19    | 5     |
| Рома             | Итого            | 17   | 5    | 2     | 0     | 0         | 0         | 0      | 0      | 19    | 5     |
| Всего за карьеру | Всего за карьеру | 133  | 29   | 18    | 2     | 13        | 2         | 0      | 0      | 164   | 33    |

(откорректировано по состоянию на 26 января 2014 года)

## Личная жизнь
Ляич — этнический босниец и практикующий мусульманин.